# گستون مودو
گستون مودو (فرانسوی: Gaston Modot‎؛ ۳۱ دسامبر ۱۸۸۷ – ۲۰ فوریهٔ ۱۹۷۰) هنرپیشه فرانسوی بود. وی بیش از ۵۰ سال در سینما با کارگردان‌های مختلفی فعالیت کرد.
گستون در اوایل قرن بیستم در مون‌مارتر زندگی می‌کرد و در آنجا با پابلو پیکاسو و آمادئو مودیلیانی آشنا شد. در سال ۱۹۰۹ کارش را با لئون گومون آغاز کرد و در بیست سال بعد در سبک‌های مختلف فیلم صامت بازی کرد. در سال ۱۹۱۷ وی نقش اصلی فیلم شکنجه سکوت به کارگردانی ابل گانس بازی کرد. او در دو فیلم آوانگارد از ژرمن دولاک و لوئی دلوک به ایفای نقش پرداخت. وی در اواخر دهه ۱۹۲۰ در فیلم‌های فرانسوی-آلمانی بازی کرد.
فیلم زیر بام‌های پاریس (۱۹۳۰) به کارگردانی رنه کلر نخستین فیلم ناطقی بود که وی در آن حضور داشت. گستون در دو فیلم کلاسیک ژان رنوآر توهم بزرگ و قواعد بازی و همچنین فیلم سه ساعته بچه‌های بهشت نقش‌آفرینی کرد.
او همچنان برای بازی در نقش مان (Manns) در فیلم عصر طلایی به کارگردانی لوئیس بونوئل مشهور است.
وی در سال ۱۹۶۲ در حالی که در بیش از صد فیلم بازی کرده بود فعالیت بازیگری را تمام کرد.

## گزیده فیلم‌شناسی
- شهر یک هزار خوشی (۱۹۲۷)
- مونت کریستو (۱۹۲۹)
- عصر طلایی (۱۹۳۰)
- لوکرتزیا بورجیا (۱۹۳۵)
- توهم بزرگ (۱۹۳۷)
- آب‌سنگ‌های مرجانی (۱۹۳۹)
- قواعد بازی (۱۹۳۹)
- عشاق (۱۹۵۸)